# IC 56
IC 56 је спирална галаксија у сазвјежђу Кит која се налази на листи објеката дубоког неба у Индекс каталогу.
Деклинација објекта је - 12° 50' 40" а ректасцензија 0h 51m 30,0s. Привидна величина (магнитуда) објекта IC 56 износи 14,8 а фотографска магнитуда 15,5. IC 56 је још познат и под ознакама MCG -2-3-30, KAZ 3, PGC 3014.